# Nordermeldorf
Nordermeldorf település Németországban, Schleswig-Holstein tartományban. Lakosainak száma 597 fő (2023. december 31.). Nordermeldorf Warwerort, Friedrichsgabekoog, Wöhrden, Hemmingstedt, Epenwöhrden és Meldorf községekkel határos.

## Népesség
A település népességének változása:
| Lakosok száma | 678  | 584  | 586  | 591  | 587  | 603  | 597  |
|               | 1975 | 2014 | 2017 | 2019 | 2021 | 2022 | 2023 |